# Политика в отношении наркотиков
Политика в отношении наркотиков — политика правительства в отношении контроля и регулирования лекарственных средств, которые могут быть классифицированы как наркотические.
Список наркотических веществ, которые подлежат контролю, меняется в зависимости от политики конкретной страны. Например, героин контролируется фактически везде. В то же время такие вещества как кат и кодеин не всегда подлежат государственному контролю.
Большинство правительств также регулируют оборот рецептурных лекарств, которые могут вызывать привыкание.
Обычно политику государства в отношении наркотиков можно отнести к одному из трёх видов: либеральную, рестриктивную или репрессивную.
При либеральной наркополитике государство сфокусировано на профилактических мерах и мерах по снижению вреда.
Репрессивные меры призваны либо полностью искоренить нелегальные наркотики, либо увеличить их цену таким образом, чтобы меньше людей их покупали.

## Международные договоры
Первым международным договором о контроле наркотиков стала Международная опиумная конвенция, подписанная в 1912 году. В глобальном масштабе она вступила в силу в 1919 году, когда была включена в Версальский договор. Пересмотренная Конвенция была зарегистрирована Лигой наций в 1928 году. В частности, она наложила некоторые ограничения на экспорт индийской конопли. В 1961 году она была заменена Единой международной конвенцией о наркотических средствах и была призвана контролировать глобальную торговлю и использование наркотиков. Конвенция запретила странам лечение наркоманов путем назначения незаконных веществ, допуская только научное и медицинское использование наркотиков. В Конвенции не были подробно изложены конкретные законы о наркотиках, но подразумевалось, что странам необходимо принять свое законодательство в соответствии с общепринятыми принципами.

## Политика по странам

### Австралия
Австралийские законы о наркотиках прописаны в уголовном праве и в основном существуют на государственном и территориальном уровнях.
В октябре 2016 года Австралия легализовала выращивание каннабиса для научных и медицинских целей.

### Боливия
Как и Колумбия, в 1991 году правительство Боливии подписало ATPA и призвало к принудительному искоренению плантаций коки в 1990-х и начале 2000-х годов. До 2004 года правительство разрешало каждой семье выращивать 1600 м2 урожая коки, чтобы обеспечить себя ежемесячной минимальной заработной платой.
В 2005 году президент Моралес выступил против декриминализации наркотиков, но отметил, что кока является важной частью истории коренных народов и основой сообщества из-за традиционного использования жевательных листьев коки. В 2009 году Боливийская конституция поддержала легализацию и индустриализацию продуктов коки.

### Великобритания
До 1964 года лечение от зависимости и тюремное заключение были отдельными видами наказания за употребление и продажу наркотических веществ. С 1964 года употребление наркотиков все более криминализировалось.

### Германия
По сравнению с другими странами ЕС политика в отношении наркотиков в Германии считается прогрессивной, но все же более строгой, чем, например, в Нидерландах. В 1994 году Федеральный конституционный суд постановил, что наркомания и хранение небольшого количества наркотиков (марихуаны) для личного использования не является преступлением. В 2002 году Германия начала экспериментальное исследование в семи городах, чтобы оценить лечение наркоманов героином по сравнению с лечением метадоном. Положительные результаты исследования привели к включению лечения героином в службы обязательного медицинского страхования в 2009 году. С 1 апреля 2024 года Германия частично легализовала каннабис.

### Эквадор
В 1991 году президент Родриго Борха Чевальос подписал закон № 108, который декриминализовал употребление, но предусматривал наказание за хранение наркотиков. В 2008 году в соответствии с новой Конституцией Эквадора заключенным, отбывающим наказание за покупку или транспортировку до 2 кг любого наркотика, была объявлена амнистия.
Позже, в 2009 году, закон № 108 был заменен Уголовным кодексом (COIP). COIP установил четкие различия между крупными, средними и малыми наркоторговцами, а также между мафией и сельскими производителями коки. В 2013 году правительство Эквадора вышло из соглашения ATPDEA.

### Колумбия
С 1994 года потребление наркотиков было декриминализовано. Однако хранение и оборот наркотиков по-прежнему являются незаконными. В 2014 году Колумбия ещё больше ужесточила свою позицию в отношении выращивания коки, запретив воздушную фумигацию урожаев коки. Президент Хуан Мануэль Сантос призвал к пересмотру латиноамериканской политики в отношении наркотиков и переговоров о легализации.

### Либерия
Либерия запрещает такие наркотики, как кокаин и марихуану. Законы о наркотических веществах регулируются местным Агентством по борьбе с наркотиками.

### Перу
Согласно Статье 8 Конституции Перу, государство несет ответственность за борьбу с незаконным оборотом наркотиков. Потребление наркотиков не наказывается, а владение разрешено только для небольших количеств. Производство и распространение наркотиков являются незаконными.
В 2012 году Перу вышла из соглашения ATPA и утратила все льготы, ранее предоставленные Соединёнными Штатами. К концу 2012 года, обогнав Колумбию, Перу стала крупнейшим производителем коки в мире.

### Португалия
В июле 2001 года вступил в силу новый закон, согласно которому хранение наркотических веществ на протяжении не более 10 дней, классифицировалось как административное, а не уголовное преступление. Однако эти изменения не легализировали употребление наркотиков в Португалии. Хранение наркотиков все так же запрещено. А торговля наркотиками классифицируется как уголовное преступление.

### Россия
В России действует закон, который регулирует оборот в сфере наркотиков. Политика государства в отношении наркотиков является репрессивной.
Бупренорфиновая и метадоновая заместительная терапия в России запрещены, так как препараты, которыми они проводятся, недоступны в РФ для легального применения в медицине.
В 2019 году Дело Ивана Голунова показало уровень недобросовестности наркополицейских, на тот момент четверть всех отбывающих наказание была осуждена по наркостатьям, правоприменение устроено так, что свободы лишают в основном мелких наркопотребителей, этому способствует палочная система и отсутствие контроля за следствием со стороны судов.
Наркорынок в РФ процветает, хотя и переживает встряски.
Несмотря на угрожающую ситуацию в сфере оборота наркотиков и распространения ВИЧ-инфекции в стране, правительство Российской Федерации включило в список иностранных агентов:
- фонд Рылькова[25]
- организацию «Гуманитарное содействие», помогающую ВИЧ-положительным и наркозависимым людям[26]

### США
Современная политика США в отношении наркотиков берет свое начало в войне с наркотиками, начатой президентом Ричардом Никсоном в 1971 году. Также США активно инвестирует во внешнюю политику, поддерживая военные и полувоенные действия в Южной Америке, Центральной Азии и других местах для искоренения роста коки и опиума.
21 мая 2012 года правительство США опубликовало обновленную версию своей политики в отношении наркотиков. Эта стратегия не рассматривает легализацию наркотиков как решение контроля над ними. Помимо этого США выделяет гранты на разработку и распространение методов лечения наркозависимости.

### Таиланд
В Таиланде существует строгая политика в отношении наркотиков. Контроль над наркотическими веществами осуществляется в соответствии с Законом о борьбе с наркотиками от 1979 года. Употребление, хранение, транспортировка и распространение наркотиков является незаконным. Максимальное наказание за распространение или хранение наркотиков — смертная казнь.
Согласно законодательству Таиланда наркотики делятся на 5 категорий:
- I — героин, амфетамины, метамфетамины.
- II — морфин, кокаин, кетамин, кодеин, опиум и лекарственный опиум, метадон.
- III — лекарственные средства, которые на законных основаниях содержат ингредиенты категории II.
- IV — химикаты, используемые для изготовления категорий I и II наркотики, такие как ангидрид и ацетилхлорид.
- V — конопля, растение Кратом, галлюциногенный гриб.

Также в Таиланд незаконно ввозить более 200 сигарет на человека. Контроль происходит на таможне в аэропорт. Если лимит был превышен, владельца могут оштрафовать на сумму, в десять раз превышающую стоимости сигарет.
В январе 2018 года власти Таиланда ввели запрет на курение на пляжах в некоторых туристических районах. Те, кто курит в общественных местах, могут быть наказаны штрафом в 100 000 батов или лишением свободы на срок до одного года. В Таиланд запрещено ввозить электронные сигареты. Эти предметы, скорее всего, будут конфискованы, и вас могут оштрафовать или отправить в тюрьму на срок до 10 лет. Продажа или поставка электронных сигарет и аналогичных устройств также запрещена, и наказывается штрафом или тюремным заключением сроком до 5 лет.
На большинство людей, арестованных за хранение небольшого количества веществ из V-й категории, налагается штраф, а не тюремное заключение. В настоящее время в Таиланде полиция по борьбе с наркотиками рассматривает метамфетамины как более серьёзную и опасную проблему.

### Украина
Преступления в сфере оборота наркотических, психотропных веществ и преступления против здоровья классифицируются с помощью 13-го раздела Уголовного кодекса Украины; статьями с 305 по 327.
Как свидетельствует официальная статистика МВД за 2016 год, 53 % преступлений в сфере наркотиков приходятся на ст. 309 Уголовного кодекса Украины: «незаконное производство, изготовление, приобретение, хранение, перевозка или пересылка наркотических средств, психотропных веществ или их аналогов без цели сбыта».
Предусмотренное наказание :
- штраф от пятидесяти до ста не облагаемых налогом минимумов доходов граждан;
- или исправительными работами сроком до двух лет;
- или арест сроком до шести месяцев, или ограничение свободы сроком до трех лет;
- или лишение свободы на тот же срок.

28 августа 2013 года Кабинет министров Украины принял стратегию государственной политики в отношении наркотиков до 2020 года. Это первый в Украине документ такого рода. Стратегия, разработанная Государственной службой по контролю за наркотиками, предполагает усиление уголовной ответственности за распространение больших объёмов наркотиков, и ослабление наказания за хранение небольших доз. Благодаря этой стратегии планируется к 2020 году уменьшить количество потребителей инъекционных наркотиков на 20 %, а количество смертей от передозировки наркотиков — на 30 % (см. наркомания на Украине).
В октябре 2018 года Государственная служба Украины по лекарственным средствам и контролю над наркотиками выдала первую лицензию на импорт и реэкспорт сырья и продукции, получаемых из конопли. Соответствующие лицензии получила американская компания C21. Она находится также в процессе подачи заявки на получение дополнительных лицензий, в том числе на выращивание конопли.

### Швеция
Официальная цель Швеции — общество без наркотиков. В 1988 году употребление наркотиков стало считаться преступлением. Употребление не наказывалось тюремным заключением, если оно не сочеталось с вождением автомобиля. Управление ООН по наркотикам и преступности сообщило, что Швеция имеет один из самых низких показателей потребления наркотиков в западном мире. Политика в отношении наркотиков поддерживается всеми политическими партиями страны и, согласно опросам общественного мнения, запретительный подход получил широкую поддержку со стороны общественности.
Национальная политика в отношении наркотиков была разработана в начале 1990-х годов и включает четыре элемента: профилактика, терапия, снижения вреда и запрет. В 1994 году Швейцария была одной из первых стран, которые пробовали лечение наркоманов героином. В 2008 году инициатива Швейцарской народной партии, направленная на прекращение использование героина в медицинских целях, была отклонена более чем двумя третями голосов избирателей.